# Debates para as eleições presidenciais portuguesas de 1986
A temporada de debates para as eleições presidenciais portuguesas de 1986 consistiram numa série de debates que foram realizados entre 17 de dezembro de 1985 e 6 de fevereiro de 1986 entre os candidatos à presidência da república de Portugal em 1986: o professor e fundador do CDS Diogo Freitas do Amaral (apoiado pelo CDS e PPD/PSD), o advogado e ex ministro da Justiça Francisco Salgado Zenha (apoiado pelo PCP e PRD), o líder histórico do PS e ex primeiro-ministro Mario Soares (apoiado pelo PS) e a engenheira química e ex primeira-ministra Maria de Lourdes Pintasilgo (candidata independente). O primeiro debate foi realizado pela RTP1, no dia 17 de dezembro de 1985, entre Diogo Freitas do Amaral e Francisco Salgado Zenha.

## Cronologia
Os debates para as eleições presidenciais 1986 foram transmitidas pela RTP1, num programa chamado Actual, em que houve uma serie de seis debates entre os quatro candidatos, moderados por Miguel Sousa Tavares e Margarida Marante.

### Intervenientes
- Diogo Freitas do Amaral (CDS, PPD/PSD)
- Mário Soares (PS)
- Francisco Salgado Zenha (PCP, PRD)
- Maria de Lourdes Pintasilgo (candidata independente)

| Data                   | Intervenientes                                          | Moderador(es)        | Canal |
| ---------------------- | ------------------------------------------------------- | -------------------- | ----- |
| 17 de dezembro de 1985 | Diogo Freitas do Amaral vs. Francisco Salgado Zenha     | Margarida Marante    | RTP1  |
| 19 de dezembro de 1985 | Mário Soares vs. Maria de Lourdes Pintasilgo            | Miguel Sousa Tavares | RTP1  |
| 26 de dezembro de 1986 | Diogo Freitas do Amaral vs. Maria de Lourdes Pintasilgo | Miguel Sousa Tavares | RTP1  |
| 2 de janeiro de 1986   | Mário Soares vs. Francisco Salgado Zenha                | Miguel Sousa Tavares | RTP1  |
| 7 de janeiro de 1986   | Francisco Salgado Zenha vs. Maria de Lourdes Pintasilgo | Margarida Marante    | RTP1  |
| 9 de janeiro de 1986   | Diogo Freitas do Amaral vs. Mário Soares                | Miguel Sousa Tavares | RTP1  |

- Mário Soares (PS)
- Diogo Freitas do Amaral (CDS, PPD/PSD)

| Data                   | Intervenientes                           | Moderador(es)                            | Canal |
| ---------------------- | ---------------------------------------- | ---------------------------------------- | ----- |
| 6 de fevereiro de 1986 | Diogo Freitas do Amaral vs. Mário Soares | Miguel Sousa Tavares e Margarida Marante | RTP1  |